# Maddalena Laura Lombardini Sirmen

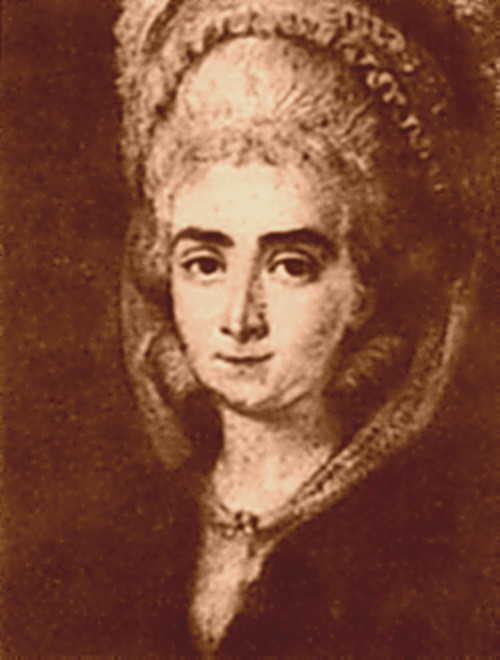
Maddalena Sirmen

Maddalena Laura Lombardini Sirmen, geboren als Lombardini (Venetië, 9 december 1745 – aldaar, 18 mei 1818) was een Italiaans componist. Tijdens haar leven was zij beroemd, niet alleen als componist, maar ook als zanger en violist.

## Biografie
Maddalena Laura Lombardini was de dochter van Pietro Lombardini en Gasparina Gambirasi, die waarschijnlijk verarmd waren.
In de tijd van Lombardini Sirmen waren er in Venetië vier ziekenhuizen annex weeshuizen waar veel gemusiceerd werd door meisjes en vrouwen. Op deze manier kon geld binnenkomen. Goede musici waren daarom erg belangrijk voor de weeshuizen, en de meisjes werden daar dan ook opgeleid. Maddalena Lombardina werd al rond haar 7e levensjaar na een auditie aangenomen in de muziekopleiding bij een van deze huizen, Mendicanti, waar zij 14 jaar zou blijven. Zij leerde zingen en ook alle instrumenten die in Mendicanti beschikbaar waren bespelen.
Lombardini werd vroeg al buiten Venetië bekend, onder andere bij de componist Giuseppe Tartini. Er is een brief van hem aan haar bekend uit 1760 waarin hij  uitdrukking gaf aan zijn respect voor haar en waarin hij haar ook uitlegde hoe een strijkstok gebruikt moest worden. Op 1 juni 1760 kreeg Lombardini toestemming van het weeshuis om naar Padua te gaan, en daar twee maanden bij Tartini te studeren. Ook in de vier jaren daarna kon zij nog les bij hem nemen. Lombardini was een van de laatste leerlingen van Tartini. Zij nam de esthetiek van Tartini over in haar eigen composities. Onder leiding van Tartini maakte Lombardini ook kennis met het werk van Arcangelo Corelli.
Toen zij 20 jaar was wilde Lombardini het weeshuis verlaten om te gaan werken als virtuoos violist. Het was de meisjes in het weeshuis echter niet toegestaan een eigen artistieke carrière na te streven. Zij konden alleen uit het Mendicanti weeshuis ontsnappen door non te worden of door te trouwen. Via Tartini en zijn oud-leerling Giovannie Naumann probeerde zij een echtgenoot te vinden. De bemiddeling had echter geen succes bij een tenor uit Cremona, G. Scotti. Uiteindelijk ontmoette zij de violist Lodovico Sirmen, die concertmeester was bij de Santa Maria Maggiore in Bergamo, met wie zij op 17 september 1767 in het huwelijk trad. Hoewel Sirmen haar waarschijnlijk huwde vanwege de bruidsschat die op de bank van het Mendicanti weeshuis stond, was er toch sprake van een huwelijksrelatie. Het echtpaar kreeg rond 1769 een dochter, Alessandra.
Musici die opgeleid waren aan een van de weeshuizen mochten niet in Venetië optreden. Daarom ging het echtpaar op tournee door Europa. Haar eerste publieke optreden was in Faenza, een maand na het huwelijk. Mogelijk hielp Alberghi, een van de eerste leerlingen van Tartini, bij het organiseren van dat optreden. In 1768 trad het echtpaar op in Turijn, waar de lokale abt, Quirino Gasparini, zijn bewondering voor Lombardini Sirmen uitte in een brief aan een vriend van hem, de componist Padre Martini.
Daarna volgden optredens in Parijs en Londen. In Parijs werden in 1769 haar eerste zes strijkkwartetten gedrukt, volgens de voorpagina in samenwerking met haar man. Het jaar daarop verhuisde haar man met hun dochter naar Ravenna, terwijl Lombardini Sirmen naar Londen vertrok. Tussen eind 1770 en de zomer van 1773 had zij daar veel succes, waarbij zij onder andere optrad in het King's Theatre (het huidige Her Majesty's Theatre) aan de Haymarket.

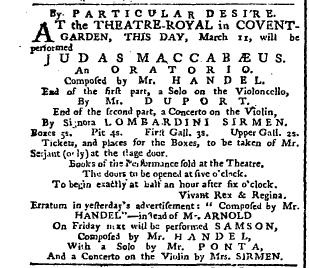
Aankondiging van een optreden op 11 maart 1772

Lombardini Sirmen was een goede zakenvrouw en zij werd niet onbemiddeld. Er zijn advertenties met aankondigingen van  haar concerten in Londen bewaard gebleven. In een van die advertenties werd aangekondigd dat zij op 11 maart 1772 na het tweede deel van Judas Maccabäus van Händel een vioolconcert zou opvoeren. Zij plaatste 15 van dit soort  advertenties in The Public Advertiser. In deze tijd was het heel bijzonder dat een vrouw viool speelde; zij werd waarschijnlijk door haar publiek ook als een curiosum beschouwd.
Op 19 januari 1773 debuteerde zij als zangeres in de rol van de tweede vrouw in de opera Il Cid van Antonio Sacchini. Zij zong ook in Siena en Turijn. In Turijn maakte ze gelijktijdig haar debuut als violiste. In 1775 zong ze in Pavia, in 1776 in Pisa. In 1782 trad zij op in Dresden. Ze bracht het in 1784 tot Moskou, waar ze zowel zong als viool speelde. Op haar artistieke reizen werd zij vergezeld door een priester uit Venetië, Giuseppe Terzi.
Intussen begon zij ook haar eigen composities als soloviolist te spelen, onder andere in Parijs in 1785. Daarna is weinig over haar carrière bekend.
Na het huwelijk van haar dochter in 1799 scheidde Lombardini Sirmen definitief van haar echtgenoot en verhuisde ze naar Venetië, waar zij bij Terzi ging wonen. In 1795 nam zij daar een geadopteerde dochter Angela Maddalena Bernardo in huis. Lombardini Sirmen overleed in 1818, negen dagen na Terzi. Haar eerdere echtgenoot was al eerder overleden, 1812.
Lombardini Sirmen schreef een eerste testament in 1798 en daarna nog een in 1817, een jaar voor haar overlijden.
Giuseppe Terzi, kreeg volgens haar eerste testament haar huis in Venetië; haar dochter, zuster, drie nichten, een zwager en vier leden van de familie van Terzi zouden ook een legaat ontvangen, net als de geadopteerde dochter Angela en diens moeder, die voor haar gezorgd had. In het latere testament van 1817 stond echter dat zij nog maar weinig bezittingen over had.

## Werk
Onder werk dat aan Lombardini Sirmen wordt toegeschreven bevinden zich ca. 35 werken voor strijkers, waaronder sonates voor soloviool, strijktrio's, strijkkwartetten en concerten voor viool en strijkorkest. De toeschrijvingen zijn echter problematisch, omdat soms de naam van haar man, Lodovico Sirmen als auteur of co-auteur wordt genoemd. Beiden kortten hun naam af als L. Sirmen. De meeste werken dateren uit het begin van haar loopbaan en zijn gepubliceerd in de jaren 1770-1776.
Haar werk wordt beoordeeld als deels voortbordurend op oudere voorbeelden, maar heeft deels ook een eigentijds karakter. De invloed van Martini, Bertoni, Tartini en zijn leerling Alberghi alsmede indirect Corelli zijn herkenbaar in haar werk. Als modern voor haar tijd worden gezien de sterke dynamiek in combinatie met de sterke ritmiek. Ook worden de in haar werk optredende onverwachte syncopes en abrupte verschuivingen in de harmonie gezien als modern. De te spelen dynamiek is in haar uitgegeven werk duidelijk aangegeven. Zij herhaalde vaak dezelfde motieven, die in haar werk herkenbaar zijn, waardoor ze functioneren als een soort handtekening.
Haar werken voor kleine bezetting van strijkers waren waarschijnlijk bedoeld om uit te voeren in de kerk van Mendicanti.
De door haar gecomponeerde vioolconcerten hadden veelal dezelfde structuur als die van Tartini. Bijvoorbeeld worden in de snellere delen vier tutti passages afgewisseld door drie solo's: T-S-T-S-T-S-T. Tijdens de solo-passages spelen veelal twee violen uit het orkest mee, soms in een dialoog met de solist, maar vaker alleen als harmonische ondersteuning.
Vioolconcerten van Lombardini Sirmen werden omgezet voor klavecimbel door Tommaso Giordani.
Waarschijnlijk bespeelde Lombardini Sirmen een viool van het type Amati. Dit zou blijken uit het feit dat in haar composities de hoogste vingerposities, met name de achtste, niet werden toegepast. Deze kunnen op een Amati viool niet gespeeld worden, maar wel op violen van Guarneri of Stradivarius. Uit haar laatste gepubliceerde werk zou blijken dat zij een andere benadering had gekozen, met wel deze hoge vingerposities. Mogelijk had zij ook een nieuw instrument  aangeschaft.

## Lijst van werken (niet volledig)

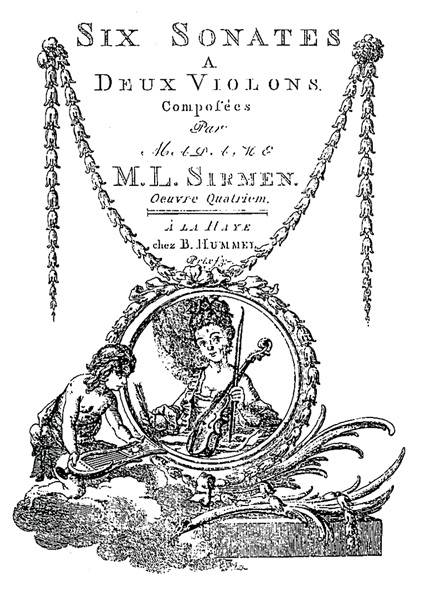
Titelpagina van de zes sonates. In het embleem een vrouw met viool.

- Zes trio's voor twee violen en cello Op. 1 opgedragen Carolina van Nassau
- Zes sonates voor twee violen, gedrukt in Den Haag 1773
- Strijkkwartet no. 1 in Es majeur
- Strijkkwartet no. 2 in Bes majeur
- Strijkkwartet no. 3 in g mineur
- Strijkkwartet no. 4 in Bes majeur
- Strijkkwartet no. 5 in f mineur
- Strijkkwartet no. 6 in E majeur
- Concert no. 5 voor viool in Bes

- Bibsys: 1707990461207
- Biblioteca Nacional de España: XX1778778
- Bibliothèque nationale de France: cb145038146 (data)
- CiNii: DA08566741
- Gemeinsame Normdatei: 120456052
- International Standard Name Identifier: 0000 0000 8387 6972
- Library of Congress Control Number: n91001419
- Nationale Bibliotheek van Letland: 000050747
- MusicBrainz: 6e68e8fd-aaca-4495-accd-5a8edc68b5a9
- Nationale Bibliotheek van Israël: 987007429571505171
- Nederlandse Thesaurus van Auteursnamen: 105456500
- Réseau des bibliothèques de Suisse occidentale: 02-A009380721
- Istituto Centrale per il Catalogo Unico: INTV003730
- LIBRIS: 174676
- SNAC: w6gb3bfq
- Système universitaire de documentation: 19939072X
- Virtual International Authority File: 61777937
- WorldCat: E39PBJfmqHkR3yTq3RKVyfwDMP